# Jackson Hastings
 (août 2025).
Si vous disposez d'ouvrages ou d'articles de référence ou si vous connaissez des sites web de qualité traitant du thème abordé ici, merci de compléter l'article en donnant les références utiles à sa vérifiabilité et en les liant à la section « Notes et références ».

a Compétitions nationales et continentales officielles uniquement.

b Matchs officiels uniquement.
Jackson Hastings, né le 4 janvier 1996 à Wollongong (Australie), est un joueur australien de rugby à XIII évoluant au poste de demi d'ouverture ou de demi de mêlée dans les années 2010. Il fait ses débuts professionnels avec Roosters de Sydney en National Rugby League (« NRL ») en 2014 avant de rejoindre les Sea Eagles de Manly-Warringah en 2017. En désaccord avec ce dernier, ils rompent d'un accord mutuel le contrat, Hastings décide alors de rejoindre la Super League et le club de Salford où rapidement il devient l'un des joueurs les plus en vue du championnat. Il signe pour la saison 2020 à Wigan.

## Biographie

### Enfance
Jackson Hastings a grandi à Wollongong en Nouvelle-Galles du Sud et possède une origine anglaise via sa grand-mère. Son père, Kevin Hastings, est un joueur de rugby à XIII qui notamment élu désigné meilleur demi d'ouverture du Championnat de Nouvelle-Galles du sud en 1980, 1981 et 1982. Il débute au rugby à XIII au sein des Red Devils de Western Suburbs avant de rejoindre les Dragons de St. George Illawarra dans les sélections jeunes. Il côtoie les équipes de moins de seize ans puis de dix-huit ans de St. George Illawarra avant de disputer en 2013 le Championnat australien des moins de vingt-ans et de connaître des sélections avec la sélection d'Australie scolaire.
En août 2013, Jackson Hastings s'engage professionnellement avec les Roosters de Sydney pour une durée de trois ans après avoir rejeté les offres de St. George Illawarra , North Queensland et de Newcastle, pour suivant son apprentissage en 2014 en équipe de moins de vingt ans des Roosters.

### Débuts et passage en National Rugby League

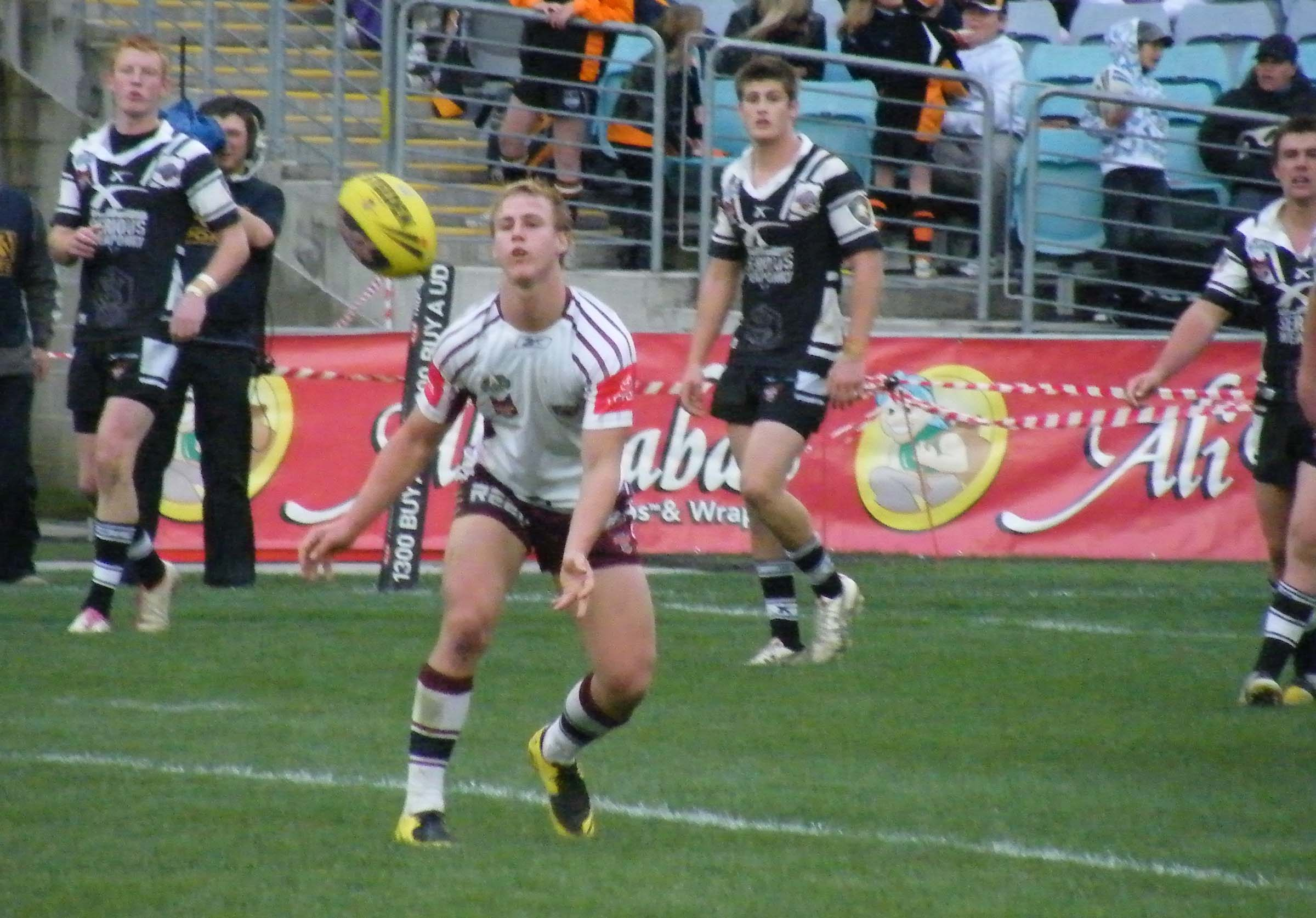
Un différend avec Daly Cherry-Evans à Manly-Warringah oblige Hastings à quitter le club en 2018.

Il fait ses débuts en National Rugby League lors de la vingt-sixième journée de la saison 2014 contre les Rabbitohs de South Sydney. En 2015, il est sélectionné dans l'équipe junior d'Australie et en équipe de moins de vingt ans de la Nouvelle-Galles du Sud. Après trois saisons aux Roosters en remplacement à la charnière au poste de demi de mêlée ou de demi d'ouverture à la place de Mitchell Pearce, l'entraîneur Trent Robinson préfère sélectionner Connor Watson au poste de demi d'ouverture. Il décide de quitter les Roosters et signe pour deux ans aux Sea Eagles de Manly-Warringah à partir de 2017. Il dispute seulement neuf matchs de NRL en 2017, le plus souvent en tant que remplaçant à la charnière sans parvenir à s'imposer et commence la saison 2018 dans la même configuration. Il est alors impliqué dans une dispute très médaitisé avec son coéquipier Daly Cherry-Evans et son entraîneur Trent Barrett. Il est sanctionné d'un bannissement de l'équipe première et le club désire rompre son contrat. En juin 2018, il est finalement libéré de son contrat avec Manly-Warringah.

### Période dorée à Salford
Jackson Hastings signe à Salford qui lutte pour son maintien en Super League. Salford parvient à se maintenir, permettant à Hastings de jouer la Super League en 2019. Placé au poste de demi d'ouverture aux côtés de Robert Lui puis de Tuimoala Lolohea, Hastings devient l'un des joueurs les plus mis en valeur au cours de la saison. Salford déjoue de nombreux pronostics et finit à la troisième place de la saison régulière puis se qualifie en finale. Hastings est nommé dans l'équipe de rêve de la Super League au poste de demi de mêlée et est désigné meilleur joueur « Man of Steel » de la Super League devant Liam Watts et Blake Austin. Il est tout près de recevoir également l'Albert Goldthorpe Medal mais termine derrière Jonathan Lomax. En raison de son origine anglaise, il est sélectionné en sélection de Grande-Bretagne pour la tournée des « Lions Britanniques » fin 2019.

## Palmarès
- Collectif :
  - Finaliste de la Super League : 2019 (Salford) et 2020 (Wigan).

- Individuel :
  - Meilleur joueur de la Super League : 2019 (Salford).
  - Nommé dans l'équipe de la Super League : 2019 (Salford).

### Détails en sélection
| 1. | 26 octobre 2019  | Tonga                | 6-14  | Amical | Demi de mêlée | 0 | 0 | 0 | 0 |
| 2. | 2 novembre 2019  | Nouvelle-Zélande     | 8-12  | Amical | Demi de mêlée | 0 | 0 | 0 | 0 |
| 3. | 9 novembre 2019  | Nouvelle-Zélande     | 8-23  | Amical | Demi de mêlée | 0 | 0 | 0 | 0 |
| 4. | 16 novembre 2019 | Papouas.-Nlle-Guinée | 10-28 | Amical | Demi de mêlée | 0 | 0 | 0 | 0 |

## En club

### Statistiques
| Saison | Club                       | Compétition           | Matchs | Points | Essais | Goals | Drops |
| ------ | -------------------------- | --------------------- | ------ | ------ | ------ | ----- | ----- |
| 2014   | Sydney Roosters            | National Rugby League | 2      | 0      | 0      | 0     | 0     |
| 2015   | Sydney Roosters            | National Rugby League | 17     | 4      | 1      | 0     | 0     |
| 2016   | Sydney Roosters            | National Rugby League | 15     | 53     | 0      | 26    | 1     |
| 2017   | Manly-Warringah Sea Eagles | National Rugby League | 9      | 10     | 1      | 3     | 0     |
| 2018   | Manly-Warringah Sea Eagles | National Rugby League | 4      | 4      | 1      | 0     | 0     |
| 2018   | Salford Red Devils         | Super League          | 6      | 42     | 5      | 11    | 0     |
| 2019   | Salford Red Devils         | Super League          | 32     | 48     | 10     | 4     | 0     |
| 2019   | Salford Red Devils         | Challenge Cup         | 2      | 0      | 0      | 0     | 0     |
| 2020   | Wigan Warriors             | Super League          | 0      | 0      | 0      | 0     | 0     |